# Episodi di Tyler Perry's Young Dylan (quarta stagione)
Il 4 marzo 2023 Nickelodeon rinnova Tyler Perry's Young Dylan per una quarta stagione da 20 episodi. La stagione è andata in onda negli Stati Uniti dal 6 settembre 2023 al 10 gennaio 2024 su Nickelodeon.
In italia va in onda dal 23 dicembre 2023 al 29 febbraio 2024 su Nickelodeon.
| n° | Codice di prod. | Titolo originale              | Titolo italiano                   | Prima TV USA      | Prima TV Italia  |
| -- | --------------- | ----------------------------- | --------------------------------- | ----------------- | ---------------- |
| 1  | 401             | Build it and They will Flow   | Costruiscilo e loro verranno      | 6 settembre 2023  | 23 dicembre 2023 |
| 2  | 403             | No Camping, No Problem        | Niente campeggio, niente problemi | 20 settembre 2023 | 25 dicembre 2023 |
| 3  | 404             | Wilson vs. Wilson             | Wilson contro Wilson              | 27 settembre 2023 | 26 dicembre 2023 |
| 4  | 405             | Artificial Intelligence       | Intelligenza artificiale          | 4 ottobre 2023    | 27 dicembre 2023 |
| 5  | 406             | So Fresh, So Clean            | Ognuno al suo posto               | 11 ottobre 2023   | 28 dicembre 2023 |
| 6  | 407             | Dancing With the Sons         | Ballando con i figli              | 18 ottobre 2023   | 29 dicembre 2023 |
| 7  | 415             | The Wilson Family             | La famiglia Wilson                | 25 ottobre 2023   | 27 febbraio 2024 |
| 8  | 408             | Best Friends For-Never        | Migliori amiche,mai               | 1 novembre 2023   | 30 dicembre 2023 |
| 9  | 409             | Picture Perfect               | La foto perfetta                  | 8 novembre 2023   | 19 febbraio 2024 |
| 10 | 410             | Deliver Us From Viola         | Una consegna per Viola            | 15 novembre 2023  | 19 febbraio 2024 |
| 11 | 412             | Hot Takes                     | Bocconi piccanti                  | 22 novembre 2023  | 22 febbraio 2024 |
| 12 | 411             | Model Behavior                | Comportamento modello             | 29 novembre 2023  | 21 febbraio 2024 |
| 13 | 413             | Boyz to Men                   | Diventare uomini                  | 6 dicembre 2023   | 23 febbraio 2024 |
| 14 | 414             | What's Poppin'                | Una giornata esplosiva            | 13 dicembre 2023  | 26 febbraio 2024 |
| 15 | 402             | A Very Delivery Van Christmas | Natale in furgone                 | 20 dicembre 2023  | 24 dicembre 2023 |
| 16 | 416             | Sleepover Showdown            | Pigiama party con sfilata         | 27 dicembre 2023  | 28 febbraio 2024 |
| 17 | 417             | Mo Viral, Mo Problems         | Molto virale, molti problemi      | 3 gennaio 2024    | 29 febbraio 2024 |
| 18 | 418             | Rhyme It And They Will Come   | L'azienda di famiglia             | 10 gennaio 2024   | 29 febbraio 2024 |